# Hypsicera anglica
Hypsicera anglica là một loài tò vò trong họ Ichneumonidae.